# Ben X (film)
Ben X is een Belgische film uit 2007 van Nic Balthazar. De film is gebaseerd op het boek 'Niets was alles wat hij zei' uit de Fahrenheit-reeks. Het verhaal gaat over een jongen met het syndroom van Asperger, die op school gepest wordt en vlucht in de virtuele wereld van een computerspel.

## Ontstaan
De film is gebaseerd op Balthazars eigen boek 'Niets was alles wat hij zei', dat gebaseerd is op een waargebeurd verhaal. In Gent pleegde een jongen (Tim) zelfmoord door van het Gravensteen te springen, omdat hij op school gepest werd. Het pesten in combinatie met het syndroom van Asperger, een autismespectrumstoornis, zou deze jongen tot waanzin gedreven hebben, bleek uit de afscheidsbrief die Tim schreef aan zijn moeder. Balthazar leerde de familie persoonlijk kennen tijdens zijn research voor het boek en de film. 
De film wil de kijker duidelijk maken wat de gevolgen kunnen zijn van pesten en iedereen aansporen de school leefbaarder te maken.

## Verhaal
De film volgt hoofdpersonage Ben Vertriest (Greg Timmermans). Over de zich afspelende verhaallijn heen staan ingeplakte flitsen beelden van Archlord - het computerspel waarin Ben een avatar heeft waarmee hij zich identificeert - en beelden van zijn ouders, leerkrachten, vrienden die getuigen over Ben als gepeste leerling. Deze combinatie geeft Vertriests wereldbeeld weer. Hij probeert de echte wereld zo veel mogelijk te ontvluchten en kruipt daarbij steeds dieper in zijn droomwereld, waarin hij samen met 'Scarlite' (Laura Verlinden) door alle vuren gaat. Scarlite is de internetnaam van een meisje dat hij nog nooit heeft ontmoet, maar met wie hij samen het spel speelt en met wie hij veel chatcontact heeft.
Wanneer Vertriest voor de zoveelste maal slachtoffer wordt van zijn pestende klasgenoten, slaan de stoppen bij hem door. Hij wil dood, een end game zoals hij het zelf noemt. Scarlite maakt zich zorgen om Ben X (de codenaam van Ben in Archlord) en neemt de trein om hem op te zoeken. Er is geen end game zolang je een healer hebt, vindt zij.
Scarlite spreekt met hem af aan het station. Hij vindt haar daar, maar hij slaagt er niet in om iets tegen haar te zeggen. In plaats daarvan gaat hij naast haar in de trein zitten als ze teleurgesteld de reis naar huis inzet, zonder zich bekend te maken. Haar aanwezigheid is voldoende om zijn droombeeld van haar compleet te maken. Nadat hij uitstapt, wil hij zichzelf voor een rijdende trein werpen, maar een (dan) ingebeelde Scarlite houdt hem tegen. Hierna wijkt de ingebeelde Scarlite nooit van zijn zij. Zij overtuigt hem om op een creatieve manier zelfmoord te plegen. Voor de kijker blijft het een tijd onzeker of de huidige Scarlite de echte persoon is, of een ingebeeld iemand.
Samen met zijn ouders filmt Ben dat hij van het dek van een veerboot springt, schijnbaar zelfmoord pleegt. In werkelijkheid wordt hij opgevangen op een lager dek. Bij de rouwbijeenkomst wordt een filmpje vertoond van een voorval waarin zijn grote kwelgeesten Desmet (Maarten Claeyssens) en Bogaert (Titus De Voogdt) hem ten overstaan van een volle klas de broek op de enkels trekken. Ook zij zijn aanwezig op de rouwbijeenkomst en staan nu voor een volle zaal te kijk. Daarna toont Ben dat hij nog leeft. Zijn ouders accepteren dat hij vanaf dat moment nog verder in zichzelf gekeerd is dan voorheen, omdat hij zich gelukkiger toont. Dat komt door de ingebeelde Scarlite, voor hem de ideale medemens, die verder niemand ziet.

## Rolverdeling
| Acteur               | Personage        |
| -------------------- | ---------------- |
| Greg Timmermans      | Ben              |
| Laura Verlinden      | Scarlite         |
| Marijke Pinoy        | Moeder           |
| Cesar De Sutter      | Jonas            |
| Pol Goossen          | Vader            |
| Titus De Voogdt      | Bogaert          |
| Maarten Claeyssens   | Desmedt          |
| Tania Van der Sanden | Sabine           |
| Johan Heldenbergh    | Godsdienstleraar |
| Jakob Beks           | Leraar metaal    |
| Gilles De Schryver   | Coppola          |
| Dirk Van Dijck       | Politieman       |

## Onderscheidingen
Ben X (verwijzend naar 'ben niks') won op het Montreal World Film Festival de Grand Prix des Amériques (de belangrijkste prijs van het festival), de publieksprijs en de prijs van de oecumenische jury.
Bovendien won hij op het eerste Middle East International Film Festival in Abu Dhabi de Black Pearl Grand Jury Prize for Best Feature Film (dit is de hoofdprijs). In België won Ben X de Prijs van de Sociale Film 2007. De film was de officiële Belgische inzending voor de Academy Awards 2008.
In 2011 won Ben X de Efebo d'Oro op het 33ste Filmfestival van Agrigento in Italië.

## Herwerking
In maart 2012 starten de opnames voor een Zweedse herwerking van de film onder regie van Erik Leijonborg.
In september 2012 ging een gelijknamige musical gebaseerd op het verhaal, geregisseerd door Frank Van Laecke in première.
In 2015 verscheen het verhaal in de vorm van een graphic novel.

## Trivia
- Hoewel het tijdschrift Humo een erg negatieve recensie had geschreven over de film, koos de Humolezer Ben X toch tot beste film van 2007. Tijdens de Pop Poll-uitreiking die daarop volgde, werd er een door Humo's cartoonist Jeroom Snelders gemaakte "aangepaste" pornografische videoclip van de film getoond.[5][6]
- Balthazar werkt aan een remake van de film in Amerika.[7]
- Archlord is een echt bestaand computerspel.